# تومي تشانغ (ممثل)
تومي تشانغ هو منتج أفلام وممثل كوري جنوبي وكندي، ولد في 19 فبراير 1966 في غيونغي في كوريا الجنوبية.

## أعمال

### أفلام
- (2014) المقابلة[4]

## وصلات خارجية
- تومي تشانغ على موقع IMDb (الإنجليزية)
- تومي تشانغ على موقع ألو سيني (الفرنسية)
- تومي تشانغ على موقع أول موفي (الإنجليزية)
- تومي تشانغ على موقع قاعدة بيانات الأفلام السويدية (السويدية)
- تومي تشانغ على موقع قاعدة بيانات الفيلم (الإنجليزية)
- تومي تشانغ على موقع كينوبويسك (الروسية)